# Edward Ringborg
Edward Ringborg, född 16 augusti 1857 på Herstaberg i Norrköping, död 22 februari 1929 i Herserud på Lidingö i Stockholms län, var en svensk affärsman och kulturhistoriker.

## Bakgrund och uppväxt
Edward Ringborg var son till Ludvig Ringborg och Catarina Elisabeth Swartz, bror till Gustaf Ringborg och svåger till Wilhelm Moberg samt sonson till Jöns Ringborg och dotterson till John Swartz. Efter studier i hemstaden praktiserade han handel i Hamburg, Bremen, London, New York och Chicago under åren 1879–1881. I den sistnämnda staden mötte Ringborg även sin hustru Helen (Nellie) Hooker, en byggmästardotter som han äktade den 12 juni 1883. Deras äldsta dotter Alice var gift med Torsten Fogelqvist.

## Affärsmannen
Norrköping var under Ringborgs aktiva tid rikets fjärde största stad och hans roll såsom affärsman oerhört betydelsefull. Tillhörande släkterna Ringborg och Swartz var han en del av stadens absoluta elit, vilket bland annat bekräftas av att han byggde sig Villa Flora, på samma plats där Norrköpings stadsbibliotek står idag. Den stod färdig för inflyttning 1889 och hade ritats av arkitekt Karl Flodin. Han blev granne med sin kusin Carl Swartz, vars palats numera är sammanbyggt med stadsbiblioteket. Ringborg övertog familjeföretaget J. Ringborg & Co i Norrköping som bland annat var inriktat på sjöfart, men vid sidan av detta bedrev han en handelsagentur gällande stenkol och kemikalier, öppnade Standard hotell – Norrköpings första moderna hotell, inspirerad av engelska förebilder – den 1 september 1899, blev störste aktieägaren i Kolmårdens Marmorbruks AB, i vars närhet han också skaffade en sommarvilla, och ägde det stora affärs- och bostadshuset i kvarteret Vattenkonsten (nuvarande Skeppsfourneringen) i hemstaden. Därutöver var han aktiv kommunalpolitiker, såsom ledamot i många nämnder, bland andra sådana som berörde handel, hamnverksamhet och sjöfart. Dock fick den första delen av livet ett abrupt slut på grund av ekonomiska oegentligheter, vilket eftervärlden kan tycka fick oproportionerliga efterverkningar, då han ensam såsom firmatecknare fick stå för konkursen fast det fanns ett stort antal inblandande. Den 21 januari 1913 fällde Högsta domstolen utslaget med stort skadestånd och 6 månaders fängelse (vilken han avtjänade i Linköping, och blev frisläppt efter 2/3 av avtjänad tid) som följd. Konsekvensen av domslutet var att han fick lämna allt som han hade byggt upp i Norrköping och såsom bostadslös och utan lösöre flyttade Ringborg den 12 februari 1914 till Stockholm, där han kom att leva sitt resterande liv i en mindre villa som han döpte om till Gläntan. Släkten kom att ge Ringborg ett månatligt underhåll à 500 kr.

## Kulturhistorikern
Den andra delen av livet, med tillgång till alla de statliga arkiven i Stockholm, tillägnade han sin födelsestads kulturhistoria, genom att vara en återkommande skribent i Norrköpings Tidningar. Där fick han goda vänner i huvudredaktören Erik Sundin och medarbetaren Arthur Nordén; med den senare hade han långvarig brevväxling under åren 1914–1929. Tillsammans kom de att vitalisera forskningen om Norrköpingstraktens historia, vars ersättare inte hittades förrän med Björn Helmfrid flera decennier efteråt. Ringborg kom de sista ett och ett halvt decennierna av sitt liv att publicera ett stort antal påkostade böcker om Norrköping. Mest känd är sviten Till Norrköpingskrönikan i sex delar (1916–1923), men dessutom gav han ut Hamnbron och hamnutvecklingen i Norrköping (1915) och Konterfejer förbundna med Norrköping och Norrköpingsbygden (1929). Därutöver bedrev han avancerad släktforskning, vilken resulterade i maskinskrivna krönikor om släkterna Ringborg och Swartz. Detta och annat material som berör Ringborg finns i huvudsak på stadsarkivet i Norrköping, men även på stadsbiblioteken i Norrköping och Linköping. Dessutom var han initiativtagare till Föreningen Gamla Norrköping, som dock bildades fyra månader efter Ringborgs död. Föreningen verkar ännu. Edward Ringborg är begraven på Matteus begravningsplats i Norrköping.